# Шрёк, Иоганн Маттиас
Иоганн Маттиас Шрёк (нем. Johann Matthias Schröckh; 26 июля 1733, Вена — 1 августа 1808 или 2 августа 1808, Виттенберг) — австро-немецкий богослов, историк, литературовед, поэт и врач. Внук лютеранского пастора Маттиуса Бела.

## Биография
Будучи внуком лютеранского пастора Маттиаса Бела из Прессбурга, он хотел стать богословом, как и его дед. С этой целью он начал обучение в Геттингенском университете в 1751 году и с увлечением слушал лекции церковного историка Иоганна Лоренца фон Мосхайма и востоковеда Иоганна Давида Михаэлиса. 
Привлечённый в Лейпцигский университет своим дядей Карлом Андреасом Белом в 1774 году, он продолжил учёбу и получил степень магистра философии 4 марта 1755 года. Он получил хабилитацию 6 марта 1756 г., а в 1762 стал профессором философии.
26 октября 1767 года он был назначен на должность профессора поэзии в Виттенбергском университете, которую он принял по соображениям материального обеспечения. Тем не менее, он продолжил начатые в Лейпциге лекции по истории церкви, истории учёных и история богословия и занял руководящую должность на этом факультете Виттенбергского университета. После ухода Иоганна Даниэля Риттера, в 1775 году, он занял долгожданную должность профессора истории. Поскольку Шрёк уже был куратором университетской библиотеки в Лейпциге, с 1767 года он также занимал должность директора университетской библиотеки Виттенберга в качестве вторичной должности.
Известный своими выдающимися литературными произведениям, Шрёк был автором признанных работ по всеобщей истории, истории церкви, исторических книг для детей, биографических исследований и др.
Главным трудом его жизни является 43-томная «Christliche Kirchengeschichte» (История христианской церкви), охватывающая период от истоков до XVIII века. Из них 35 томов «Истории христианской церкви» ведут к Реформации. За ним следует восьмитомная «Christliche Kirchengeschichte seit der Reformation» («История христианской церкви со времен Реформации») (Последние два тома были написаны Чирнером Генрихом. Его работа также повлияла на труды историков католической церкви и на преподавание истории католической церкви. Шрёк создал большую часть своего литературного творчества, чтобы улучшить свои жилищные условия. Он особенно сожалел о времени, потраченном на «bändereiche Flickwerk« («Томное лоскутное одеяло») Уильяма Гатри и Джона Грея «Allgemeine Weltgeschichte von der Schöpfung an bis auf die Gegenwärtige Zeit» («Всеобщая история мира от сотворения до настоящего времени»).

## Труды
- «Abbildungen und Lebensbeschreibungen berühmter Gelehrten», 1764
- «Lehrbuch der allgemeinen Weltgeschichte zum Gebrauche bei dem ersten Unterrichte der Jugend», 1774
- «Historia religionis et ecclesiae christianae», 1777
- «Allgemeine Weltgeschichte für Kinder», 1779—1784
- «Einleitung zur Universalhistorie: Umarbeitung von Hilmar Curas», 1757
- «Christliche Kirchengeschichte», 1768—1803
- «Christliche Kirchengeschichte seit der Reformation» (совместно с Генрихом Чирнером, 10 том., 1804—1812.
- «Allgemeine Weltgeschichte für Kinder», 6 том., 1779—1784